# Џонсонова тела
У геометрији, Џонсоново тело је конвексни полиедар чије су све стране правилни многоуглови. Понекад се назива и Џонсон-Залгалерово тело. Неки аутори из дефиниције искључују униформне полиедре (код којих су сва темена симетрична једно другом); униформни полиедри укључују Платонска и Архимедова тела, као и призме и антипризме.
Џонсонова тела су названа по америчком математичару Норману Џонсону (1930–2017), који је 1966. објавио списак од 92 неуниформна Џонсонова полиедра. Његову претпоставку да је списак потпун и да не постоје други примери доказао је руско-израелски математичар Виктор Залгалер (1920–2020) 1969. године.
Седамнаест Џонсонових тела се могу категорисати као елементарни полиедри, што значи да се не могу раздвојити равни како би се створила два мања конвексна полиедра са правилним странама. Првих шест Џонсонових тела задовољава овај критеријум: једнакостранична квадратна пирамида, петострана пирамида, тространа купола, квадратна купола, петострана купола и петострана ротунда. Критеријум такође задовољава још једанаест Џонсонових тела: трисмањени икосаедар, парабисмањени ромбикосидодекаедар, трисмањени ромбикосидодекаедар, уврнути дисфеноид, уврнута квадратна антипризма, сфенокорона, сфеномегакорона, хебесфеномегакорона, дисфеноцингулум, билунабиротунда и тространа хебесфеноротунда. Остала Џонсонова тела нису елементарна и конструишу се коришћењем првих шест Џонсонових тела заједно са Платонским и Архимедовим телима у различитим процесима. Аугментација (повећање) подразумева додавање Џонсонових тела на једну или више страна полиедара, док елонгација (издуживање) или гироелонгација (уврнуто издуживање) подразумевају њихово спајање са базама призме, односно антипризме. Нека друга се конструишу диминуцијом (смањењем), уклањањем једног од првих шест тела са једне или више страна полиедра.
Следећа табела садржи 92 Џонсонова тела, са дужином ивице {\displaystyle a}. Табела укључује нумерацију тела (означену као {\displaystyle J_{n}}). Такође укључује број темена, ивица и страна сваког тела, као и његову групу симетрије, површину {\displaystyle A} и запремину {\displaystyle V}. Сваки полиедар има своје карактеристике, укључујући симетрију и мере. За објекат се каже да има симетрију ако постоји трансформација која га пресликава у самог себе. Све те трансформације могу се саставити у групу, а број елемената групе назива се ред. У дводимензионалном простору, ове трансформације укључују ротацију око центра многоугла и рефлексију објекта у односу на симетралу странице многоугла. Многоугао који је ротационо симетричан за {\displaystyle {\frac {360^{\circ }}{n}}} означава се са {\displaystyle C_{n}}, циклична група реда {\displaystyle n}; комбиновањем овога са рефлексионом симетријом добија се симетрија диедарске групе {\displaystyle D_{n}} реда {\displaystyle 2n}. У тродимензионалним тачкастим групама симетрије, трансформације које чувају симетрију полиедра укључују ротацију око линије која пролази кроз центар базе, познате као оса симетрије, и рефлексију у односу на нормалне равни које пролазе кроз симетралу базе, што је познато као пирамидална симетрија {\displaystyle C_{n\mathrm {v} }} реда {\displaystyle 2n}. Трансформација која чува симетрију полиедра рефлектујући га преко хоризонталне равни позната је као призматична симетрија {\displaystyle D_{n\mathrm {h} }} реда {\displaystyle 4n}. Антипризматична симетрија {\displaystyle D_{n\mathrm {d} }} реда {\displaystyle 4n} чува симетрију ротирањем доње половине и рефлексијом преко хоризонталне равни. Група симетрије {\displaystyle C_{n\mathrm {h} }} реда {\displaystyle 2n} чува симетрију ротацијом око осе симетрије и рефлексијом на хоризонталној равни; специфичан случај који чува симетрију једном пуном ротацијом је {\displaystyle C_{1\mathrm {h} }} реда 2, често означаван као {\displaystyle C_{s}}. Мерење полиедара укључује површину и запремину. Површина је дводимензионална мера; за полиедар, површина је збир површина свих његових страна. Запремина је мера простора у три димензије. Запремина полиедра се може утврдити на различите начине: или преко његове базе и висине (као код пирамида и призми), сечењем на делове и сабирањем њихових појединачних запремина, или проналажењем нуле полинома који представља полиедар.
| {\displaystyle J_{n}} | Назив тела                                    | Слика | Темена | Ивице | Стране | Група симетрије и њен ред      | Површина и запремина |
| --------------------- | --------------------------------------------- | ----- | ------ | ----- | ------ | ------------------------------ | --- |
| 1                     | Једнакостранична квадратна пирамида           |       | 5      | 8     | 5      | {\displaystyle C_{4v}} реда 8  | {\displaystyle {\begin{aligned}A&=(1+{\sqrt {3}})a^{2}\\&\approx 2,7321a^{2}\\V&={\frac {\sqrt {2}}{6}}a^{3}\\&\approx 0,2357a^{3}\end{aligned}}} |
| 2                     | Петострана пирамида                           |       | 6      | 10    | 6      | {\displaystyle C_{5v}} реда 10 | {\displaystyle {\begin{aligned}A&={\frac {a^{2}}{2}}{\sqrt {{\frac {5}{2}}(10+{\sqrt {5}}+{\sqrt {75+30{\sqrt {5}}}})}}\\&\approx 3,8855a^{2}\\V&={\frac {5+{\sqrt {5}}}{24}}a^{3}\\&\approx 0,3015a^{3}\end{aligned}}}                                                                                             |
| 3                     | Тространа купола                              |       | 9      | 15    | 8      | {\displaystyle C_{3v}} реда 6  | {\displaystyle {\begin{aligned}A&=(3+{\frac {5{\sqrt {3}}}{2}})a^{2}\\&\approx 7,3301a^{2}\\V&={\frac {5}{3{\sqrt {2}}}}a^{3}\\&\approx 1,1785a^{3}\end{aligned}}} |
| 4                     | Квадратна купола                              |       | 12     | 20    | 10     | {\displaystyle C_{4v}} реда 8  | {\displaystyle {\begin{aligned}A&=(7+2{\sqrt {2}}+{\sqrt {3}})a^{2}\\&\approx 11,5605a^{2}\\V&=(1+{\frac {2{\sqrt {2}}}{3}})a^{3}\\&\approx 1,9428a^{3}\end{aligned}}} |
| 5                     | Петострана купола                             |       | 15     | 25    | 12     | {\displaystyle C_{5v}} реда 10 | {\displaystyle {\begin{aligned}A&={\frac {1}{4}}(20+5{\sqrt {3}}+{\sqrt {5(145+62{\sqrt {5}})}})a^{2}\\&\approx 16,5798a^{2}\\V&={\frac {1}{6}}(5+4{\sqrt {5}})a^{3}\\&\approx 2,3241a^{3}\end{aligned}}} |
| 6                     | Петострана ротунда                            |       | 20     | 35    | 17     | {\displaystyle C_{5v}} реда 10 | {\displaystyle {\begin{aligned}A&={\frac {1}{2}}(5{\sqrt {3}}+{\sqrt {10(65+29{\sqrt {5}})}})a^{2}\\&\approx 22,3472a^{2}\\V&={\frac {1}{12}}(45+17{\sqrt {5}})a^{3}\\&\approx 6,9178a^{3}\end{aligned}}} |
| 7                     | Издужена тространа пирамида                   |       | 7      | 12    | 7      | {\displaystyle C_{3v}} реда 6  | {\displaystyle {\begin{aligned}A&=(3+{\sqrt {3}})a^{2}\\&\approx 4,7321a^{2}\\V&={\frac {1}{12}}({\sqrt {2}}+3{\sqrt {3}})a^{3}\\&\approx 0,5509a^{3}\end{aligned}}} |
| 8                     | Издужена квадратна пирамида                   |       | 9      | 16    | 9      | {\displaystyle C_{4v}} реда 8  | {\displaystyle {\begin{aligned}A&=(5+{\sqrt {3}})a^{2}\\&\approx 6,7321a^{2}\\V&=(1+{\frac {\sqrt {2}}{6}})a^{3}\\&\approx 1,2357a^{3}\end{aligned}}} |
| 9                     | Издужена петострана пирамида                  |       | 11     | 20    | 11     | {\displaystyle C_{5v}} реда 10 | {\displaystyle {\begin{aligned}A&={\frac {20+5{\sqrt {3}}+{\sqrt {25+10{\sqrt {5}}}}}{4}}a^{2}\\&\approx 8,8855a^{2}\\V&={\frac {5+{\sqrt {5}}+6{\sqrt {25+10{\sqrt {5}}}}}{24}}a^{3}\\&\approx 2,022a^{3}\end{aligned}}}                                                                                           |
| 10                    | Уврнуто издужена квадратна пирамида           |       | 9      | 20    | 13     | {\displaystyle C_{4v}} реда 8  | {\displaystyle {\begin{aligned}A&=(1+3{\sqrt {3}})a^{2}\\&\approx 6,1962a^{2}\\V&={\frac {1}{6}}({\sqrt {2}}+2{\sqrt {4+3{\sqrt {2}}}})a^{3}\\&\approx 1,1927a^{3}\end{aligned}}} |
| 11                    | Уврнуто издужена петострана пирамида          |       | 11     | 25    | 16     | {\displaystyle C_{5v}} реда 10 | {\displaystyle {\begin{aligned}A&={\frac {1}{4}}(15{\sqrt {3}}+{\sqrt {5(5+2{\sqrt {5}})}})a^{2}\\&\approx 8,2157a^{2}\\V&={\frac {1}{24}}(25+9{\sqrt {5}})a^{3}\\&\approx 1,8802a^{3}\end{aligned}}} |
| 12                    | Тространа бипирамида                          |       | 5      | 9     | 6      | {\displaystyle D_{3h}} реда 12 | {\displaystyle {\begin{aligned}A&={\frac {3{\sqrt {3}}}{2}}a^{2}\\&\approx 2,5981a^{2}\\V&={\frac {\sqrt {2}}{6}}a^{3}\\&\approx 0,2358a^{3}\end{aligned}}} |
| 13                    | Петострана бипирамида                         |       | 7      | 15    | 10     | {\displaystyle D_{5h}} реда 20 | {\displaystyle {\begin{aligned}A&={\frac {5{\sqrt {3}}}{2}}a^{2}\\&\approx 4,3301a^{2}\\V&={\frac {1}{12}}(5+{\sqrt {5}})a^{3}\\&\approx 0,603a^{3}\end{aligned}}} |
| 14                    | Издужена тространа бипирамида                 |       | 8      | 15    | 9      | {\displaystyle D_{3h}} реда 12 | {\displaystyle {\begin{aligned}A&={\frac {3}{2}}(2+{\sqrt {3}})a^{2}\\&\approx 5,5981a^{2}\\V&={\frac {1}{12}}(2{\sqrt {2}}+3{\sqrt {3}})a^{3}\\&\approx 0,6687a^{3}\end{aligned}}} |
| 15                    | Издужена квадратна бипирамида                 |       | 10     | 20    | 12     | {\displaystyle D_{4h}} реда 16 | {\displaystyle {\begin{aligned}A&=2(2+{\sqrt {3}})a^{2}\\&\approx 7,4641a^{2}\\V&={\frac {1}{3}}(3+{\sqrt {2}})a^{3}\\&\approx 1,4714a^{3}\end{aligned}}} |
| 16                    | Издужена петострана бипирамида                |       | 12     | 25    | 15     | {\displaystyle D_{5h}} реда 20 | {\displaystyle {\begin{aligned}A&={\frac {5}{2}}(2+{\sqrt {3}})a^{2}\\&\approx 9,3301a^{2}\\V&={\frac {1}{12}}(5+{\sqrt {5}}+3{\sqrt {5(5+2{\sqrt {5}})}})a^{3}\\&\approx 2,3235a^{3}\end{aligned}}} |
| 17                    | Уврнуто издужена квадратна бипирамида         |       | 10     | 24    | 16     | {\displaystyle D_{4d}} реда 16 | {\displaystyle {\begin{aligned}A&=4{\sqrt {3}}a^{2}\\&\approx 6,9282a^{2}\\V&={\frac {1}{3}}({\sqrt {2}}+{\sqrt {4+3{\sqrt {2}}}})a^{3}\\&\approx 1,4284a^{3}\end{aligned}}} |
| 18                    | Издужена тространа купола                     |       | 15     | 27    | 14     | {\displaystyle C_{3v}} реда 6  | {\displaystyle {\begin{aligned}A&={\frac {1}{2}}(18+5{\sqrt {3}})a^{2}\\&\approx 13,3301a^{2}\\V&={\frac {1}{6}}(5{\sqrt {2}}+9{\sqrt {3}})a^{3}\\&\approx 3,7766a^{3}\end{aligned}}} |
| 19                    | Издужена квадратна купола                     |       | 20     | 36    | 18     | {\displaystyle C_{4v}} реда 8  | {\displaystyle {\begin{aligned}A&=(15+2{\sqrt {2}}+{\sqrt {3}})a^{2}\\&\approx 19,5605a^{2}\\V&=(3+{\frac {8{\sqrt {2}}}{3}})a^{3}\\&\approx 6,7712a^{3}\end{aligned}}} |
| 20                    | Издужена петострана купола                    |       | 25     | 45    | 22     | {\displaystyle C_{5v}} реда 10 | {\displaystyle {\begin{aligned}A&={\frac {1}{4}}(60+5{\sqrt {3}}+10{\sqrt {5+2{\sqrt {5}}}}+{\sqrt {5(5+2{\sqrt {5}})}})a^{2}\\&\approx 26,5798a^{2}\\V&={\frac {1}{6}}(5+4{\sqrt {5}}+15{\sqrt {5+2{\sqrt {5}}}})a^{3}\\&\approx 10,0183a^{3}\end{aligned}}}                                                       |
| 21                    | Издужена петострана ротунда                   |       | 30     | 55    | 27     | {\displaystyle C_{5v}} реда 10 | {\displaystyle {\begin{aligned}A&={\frac {1}{2}}a^{2}(20+5{\sqrt {3}}+5{\sqrt {5+2{\sqrt {5}}}}+3{\sqrt {5(5+2{\sqrt {5}})}})\\&\approx 32,3472a^{2}\\V&={\frac {1}{12}}a^{3}(45+17{\sqrt {5}}+30{\sqrt {5+2{\sqrt {5}}}})\\&\approx 14,612a^{3}\end{aligned}}}                                                     |
| 22                    | Уврнуто издужена тространа купола             |       | 15     | 33    | 20     | {\displaystyle C_{3v}} реда 6  | {\displaystyle {\begin{aligned}A&={\frac {1}{2}}(6+11{\sqrt {3}})a^{2}\\&\approx 12,5263a^{2}\\V&={\frac {1}{3}}{\sqrt {{\frac {61}{2}}+18{\sqrt {3}}+30{\sqrt {1+{\sqrt {3}}}}}}a^{3}\\&\approx 3,5161a^{3}\end{aligned}}}                                                                                         |
| 23                    | Уврнуто издужена квадратна купола             |       | 20     | 44    | 26     | {\displaystyle C_{4v}} реда 8  | {\displaystyle {\begin{aligned}A&=(7+2{\sqrt {2}}+5{\sqrt {3}})a^{2}\\&\approx 18,4887a^{2}\\V&=(1+{\frac {2}{3}}{\sqrt {2}}+{\frac {2}{3}}{\sqrt {4+2{\sqrt {2}}+2{\sqrt {146+103{\sqrt {2}}}}}})a^{3}\\&\approx 6,2108a^{3}\end{aligned}}}                                                                        |
| 24                    | Уврнуто издужена петострана купола            |       | 25     | 55    | 32     | {\displaystyle C_{5v}} реда 10 | {\displaystyle {\begin{aligned}A&={\frac {1}{4}}(20+25{\sqrt {3}}+10{\sqrt {5+2{\sqrt {5}}}}+{\sqrt {5(5+2{\sqrt {5}})}})a^{2}\\&\approx 25,2400a^{2}\\V&=({\frac {5}{6}}+{\frac {2}{3}}{\sqrt {5}}+{\frac {5}{6}}{\sqrt {2{\sqrt {650+290{\sqrt {5}}}}-2{\sqrt {5}}-2}})a^{3}\\&\approx 9,0733a^{3}\end{aligned}}} |
| 25                    | Уврнуто издужена петострана ротунда           |       | 30     | 65    | 37     | {\displaystyle C_{5v}} реда 10 | {\displaystyle {\begin{aligned}A&={\frac {1}{2}}(15{\sqrt {3}}+(5+3{\sqrt {5}}){\sqrt {5+2{\sqrt {5}}}})a^{2}\\&\approx 31,0075a^{2}\\V&=({\frac {45}{12}}+{\frac {17}{12}}{\sqrt {5}}+{\frac {5}{6}}{\sqrt {2{\sqrt {650+290{\sqrt {5}}}}-2{\sqrt {5}}-2}})a^{3}\\&\approx 13,6671a^{3}\end{aligned}}}             |
| 26                    | Гиробифастигијум                              |       | 8      | 14    | 8      | {\displaystyle D_{2d}} реда 8  | {\displaystyle {\begin{aligned}A&=(4+{\sqrt {3}})a^{2}\\&\approx 5,7321a^{2}\\V&={\frac {\sqrt {3}}{2}}a^{3}\\&\approx 0,866a^{3}\end{aligned}}} |
| 27                    | Тространа ортобикупола                        |       | 12     | 24    | 14     | {\displaystyle D_{3h}} реда 12 | {\displaystyle {\begin{aligned}A&=2(3+{\sqrt {3}})a^{2}\\&\approx 9,4641a^{2}\\V&={\frac {5{\sqrt {2}}}{3}}a^{3}\\&\approx 2,357a^{3}\end{aligned}}} |
| 28                    | Квадратна ортобикупола                        |       | 16     | 32    | 18     | {\displaystyle D_{4h}} реда 16 | {\displaystyle {\begin{aligned}A&=2(5+{\sqrt {3}})a^{2}\\&\approx 13,4641a^{2}\\V&=(2+{\frac {4{\sqrt {2}}}{3}})a^{3}\\&\approx 3,8856a^{3}\end{aligned}}} |
| 29                    | Квадратна гиробикупола                        |       | 16     | 32    | 18     | {\displaystyle D_{4d}} реда 16 | {\displaystyle {\begin{aligned}A&=2(5+{\sqrt {3}})a^{2}\\&\approx 13,4641a^{2}\\V&=(2+{\frac {4{\sqrt {2}}}{3}})a^{3}\\&\approx 3,8856a^{3}\end{aligned}}} |
| 30                    | Петострана ортобикупола                       |       | 20     | 40    | 22     | {\displaystyle D_{5h}} реда 20 | {\displaystyle {\begin{aligned}A&=(10+{\sqrt {{\frac {5}{2}}(10+{\sqrt {5}}+{\sqrt {75+30{\sqrt {5}}}})}})a^{2}\\&\approx 17,7711a^{2}\\V&={\frac {1}{3}}(5+4{\sqrt {5}})a^{3}\\&\approx 4,6481a^{3}\end{aligned}}}                                                                                                 |
| 31                    | Петострана гиробикупола                       |       | 20     | 40    | 22     | {\displaystyle D_{5d}} реда 20 | {\displaystyle {\begin{aligned}A&=(10+{\sqrt {{\frac {5}{2}}(10+{\sqrt {5}}+{\sqrt {75+30{\sqrt {5}}}})}})a^{2}\\&\approx 17,7711a^{2}\\V&={\frac {1}{3}}(5+4{\sqrt {5}})a^{3}\\&\approx 4,6481a^{3}\end{aligned}}}                                                                                                 |
| 32                    | Петострана ортокуполаротунда                  |       | 25     | 50    | 27     | {\displaystyle C_{5v}} реда 10 | {\displaystyle {\begin{aligned}A&=(5+{\frac {1}{4}}{\sqrt {1900+490{\sqrt {5}}+210{\sqrt {75+30{\sqrt {5}}}}}})a^{2}\\&\approx 23,5385a^{2}\\V&={\frac {5}{12}}(11+5{\sqrt {5}})a^{3}\\&\approx 9,2418a^{3}\end{aligned}}}                                                                                          |
| 33                    | Петострана гирокуполаротунда                  |       | 25     | 50    | 27     | {\displaystyle C_{5v}} реда 10 | {\displaystyle {\begin{aligned}A&=(5+{\frac {15}{4}}{\sqrt {3}}+{\frac {7}{4}}{\sqrt {25+10{\sqrt {5}}}})a^{2}\\&\approx 23,5385a^{2}\\V&={\frac {5}{12}}(11+5{\sqrt {5}})a^{3}\\&\approx 9,2418a^{3}\end{aligned}}}                                                                                                |
| 34                    | Петострана ортобиротунда                      |       | 30     | 60    | 32     | {\displaystyle D_{5h}} реда 20 | {\displaystyle {\begin{aligned}A&=(5{\sqrt {3}}+3{\sqrt {5(5+2{\sqrt {5}})}})a^{2}\\&\approx 29,306a^{2}\\V&={\frac {1}{6}}(45+17{\sqrt {5}})a^{3}\\&\approx 13,8355a^{3}\end{aligned}}} |
| 35                    | Издужена тространа ортобикупола               |       | 18     | 36    | 20     | {\displaystyle D_{3h}} реда 12 | {\displaystyle {\begin{aligned}A&=2(6+{\sqrt {3}})a^{2}\\&\approx 15,4641a^{2}\\V&=({\frac {5{\sqrt {2}}}{3}}+{\frac {3{\sqrt {3}}}{2}})a^{3}\\&\approx 4,9551a^{3}\end{aligned}}} |
| 36                    | Издужена тространа гиробикупола               |       | 18     | 36    | 20     | {\displaystyle D_{3d}} реда 12 | {\displaystyle {\begin{aligned}A&=2(6+{\sqrt {3}})a^{2}\\&\approx 15,4641a^{2}\\V&=({\frac {5{\sqrt {2}}}{3}}+{\frac {3{\sqrt {3}}}{2}})a^{3}\\&\approx 4,9551a^{3}\end{aligned}}} |
| 37                    | Издужена квадратна гиробикупола               |       | 24     | 48    | 26     | {\displaystyle D_{4d}} реда 16 | {\displaystyle {\begin{aligned}A&=2(9+{\sqrt {3}})a^{2}\\&\approx 21,4641a^{2}\\V&=(4+{\frac {10{\sqrt {2}}}{3}})a^{3}\\&\approx 8,714a^{3}\end{aligned}}} |
| 38                    | Издужена петострана ортобикупола              |       | 30     | 60    | 32     | {\displaystyle D_{5h}} реда 20 | {\displaystyle {\begin{aligned}A&=(20+{\sqrt {{\frac {5}{2}}(10+{\sqrt {5}}+{\sqrt {75+30{\sqrt {5}}}})}})a^{2}\\&\approx 27,7711a^{2}\\V&={\frac {1}{6}}(10+8{\sqrt {5}}+15{\sqrt {5+2{\sqrt {5}}}})a^{3}\\&\approx 12,3423a^{3}\end{aligned}}}                                                                    |
| 39                    | Издужена петострана гиробикупола              |       | 30     | 60    | 32     | {\displaystyle D_{5d}} реда 20 | {\displaystyle {\begin{aligned}A&=(20+{\sqrt {{\frac {5}{2}}(10+{\sqrt {5}}+{\sqrt {75+30{\sqrt {5}}}})}})a^{2}\\&\approx 27,7711a^{2}\\V&={\frac {1}{6}}(10+8{\sqrt {5}}+15{\sqrt {5+2{\sqrt {5}}}})a^{3}\\&\approx 12,3423a^{3}\end{aligned}}}                                                                    |
| 40                    | Издужена петострана ортокуполаротунда         |       | 35     | 70    | 37     | {\displaystyle C_{5v}} реда 10 | {\displaystyle {\begin{aligned}A&={\frac {1}{4}}(60+{\sqrt {10(190+49{\sqrt {5}}+21{\sqrt {75+30{\sqrt {5}}}})}})a^{2}\\&\approx 33,5385a^{2}\\V&={\frac {5}{12}}(11+5{\sqrt {5}}+6{\sqrt {5+2{\sqrt {5}}}})a^{3}\\&\approx 16,936a^{3}\end{aligned}}}                                                              |
| 41                    | Издужена петострана гирокуполаротунда         |       | 35     | 70    | 37     | {\displaystyle C_{5v}} реда 10 | {\displaystyle {\begin{aligned}A&={\frac {1}{4}}(60+{\sqrt {10(190+49{\sqrt {5}}+21{\sqrt {75+30{\sqrt {5}}}})}})a^{2}\\&\approx 33,5385a^{2}\\V&={\frac {5}{12}}(11+5{\sqrt {5}}+6{\sqrt {5+2{\sqrt {5}}}})a^{3}\\&\approx 16,936a^{3}\end{aligned}}}                                                              |
| 42                    | Издужена петострана ортобиротунда             |       | 40     | 80    | 42     | {\displaystyle D_{5h}} реда 20 | {\displaystyle {\begin{aligned}A&=(10+{\sqrt {30(10+3{\sqrt {5}}+{\sqrt {75+30{\sqrt {5}}}})}})a^{2}\\&\approx 39,306a^{2}\\V&={\frac {1}{6}}(45+17{\sqrt {5}}+15{\sqrt {5+2{\sqrt {5}}}})a^{3}\\&\approx 21,5297a^{3}\end{aligned}}}                                                                               |
| 43                    | Издужена петострана гиробиротунда             |       | 40     | 80    | 42     | {\displaystyle D_{5d}} реда 20 | {\displaystyle {\begin{aligned}A&=(10+{\sqrt {30(10+3{\sqrt {5}}+{\sqrt {75+30{\sqrt {5}}}})}})a^{2}\\&\approx 39,306a^{2}\\V&={\frac {1}{6}}(45+17{\sqrt {5}}+15{\sqrt {5+2{\sqrt {5}}}})a^{3}\\&\approx 21,5297a^{3}\end{aligned}}}                                                                               |
| 44                    | Уврнуто издужена тространа бикупола           |       | 18     | 42    | 26     | {\displaystyle D_{3}} реда 6   | {\displaystyle {\begin{aligned}A&=(6+5{\sqrt {3}})a^{2}\\&\approx 14,6603a^{2}\\V&={\sqrt {2}}({\frac {5}{3}}+{\sqrt {1+{\sqrt {3}}}})a^{3}\\&\approx 4,6946a^{3}\end{aligned}}} |
| 45                    | Уврнуто издужена квадратна бикупола           |       | 24     | 56    | 34     | {\displaystyle D_{4}} реда 8   | {\displaystyle {\begin{aligned}A&=(10+6{\sqrt {3}})a^{2}\\&\approx 20,3923a^{2}\\V&=(2+{\frac {4}{3}}{\sqrt {2}}+{\frac {2}{3}}{\sqrt {4+2{\sqrt {2}}+2{\sqrt {146+103{\sqrt {2}}}}}})a^{3}\\&\approx 8,1536a^{3}\end{aligned}}}                                                                                    |
| 46                    | Уврнуто издужена петострана бикупола          |       | 30     | 70    | 42     | {\displaystyle D_{5}} реда 10  | {\displaystyle {\begin{aligned}A&={\frac {1}{2}}(20+15{\sqrt {3}}+{\sqrt {25+10{\sqrt {5}}}})a^{2}\\&\approx 26,4313a^{2}\\V&=({\frac {5}{3}}+{\frac {4}{3}}{\sqrt {5}}+{\frac {5}{6}}{\sqrt {2{\sqrt {650+290{\sqrt {5}}}}-2{\sqrt {5}}-2}})a^{3}\\&\approx 11,3974a^{3}\end{aligned}}}                            |
| 47                    | Уврнуто издужена петострана куполаротунда     |       | 35     | 80    | 47     | {\displaystyle C_{5}} реда 5   | {\displaystyle {\begin{aligned}A&={\frac {1}{4}}(20+35{\sqrt {3}}+7{\sqrt {25+10{\sqrt {5}}}})a^{2}\\&\approx 32,1988a^{2}\\V&=({\frac {55}{12}}+{\frac {25}{12}}{\sqrt {5}}+{\frac {5}{6}}{\sqrt {2{\sqrt {650+290{\sqrt {5}}}}-2{\sqrt {5}}-2}})a^{3}\\&\approx 15,9911a^{3}\end{aligned}}}                       |
| 48                    | Уврнуто издужена петострана биротунда         |       | 40     | 90    | 52     | {\displaystyle D_{5}} реда 10  | {\displaystyle {\begin{aligned}A&=(10{\sqrt {3}}+3{\sqrt {25+10{\sqrt {5}}}})a^{2}\\&\approx 37,9662a^{2}\\V&=({\frac {45}{6}}+{\frac {17}{6}}{\sqrt {5}}+{\frac {5}{6}}{\sqrt {2{\sqrt {650+290{\sqrt {5}}}}-2{\sqrt {5}}-2}})a^{3}\\&\approx 20,5848a^{3}\end{aligned}}}                                          |
| 49                    | Повећана тространа призма                     |       | 7      | 13    | 8      | {\displaystyle C_{2v}} реда 4  | {\displaystyle {\begin{aligned}A&={\frac {1}{2}}(4+3{\sqrt {3}})a^{2}\\&\approx 4,5981a^{2}\\V&={\frac {1}{12}}(2{\sqrt {2}}+3{\sqrt {3}})a^{3}\\&\approx 0,6687a^{3}\end{aligned}}} |
| 50                    | Двоструко повећана тространа призма           |       | 8      | 17    | 11     | {\displaystyle C_{2v}} реда 4  | {\displaystyle {\begin{aligned}A&={\frac {1}{2}}(2+5{\sqrt {3}})a^{2}\\&\approx 5,3301a^{2}\\V&={\sqrt {{\frac {59}{144}}+{\frac {1}{\sqrt {6}}}}}a^{3}\\&\approx 0,9044a^{3}\end{aligned}}} |
| 51                    | Троструко повећана тространа призма           |       | 9      | 21    | 14     | {\displaystyle D_{3h}} реда 12 | {\displaystyle {\begin{aligned}A&={\frac {7{\sqrt {3}}}{2}}a^{2}\\&\approx 6,0622a^{2}\\V&={\frac {2{\sqrt {2}}+{\sqrt {3}}}{4}}a^{3}\\&\approx 1,1401a^{3}\end{aligned}}} |
| 52                    | Повећана петострана призма                    |       | 11     | 19    | 10     | {\displaystyle C_{2v}} реда 4  | {\displaystyle {\begin{aligned}A&={\frac {1}{2}}(8+2{\sqrt {3}}+{\sqrt {5(5+2{\sqrt {5}})}})a^{2}\\&\approx 9,173a^{2}\\V&={\frac {1}{12}}{\sqrt {233+90{\sqrt {5}}+12{\sqrt {50+20{\sqrt {5}}}}}}a^{3}\\&\approx 1,9562a^{3}\end{aligned}}}                                                                        |
| 53                    | Двоструко повећана петострана призма          |       | 12     | 23    | 13     | {\displaystyle C_{2v}} реда 4  | {\displaystyle {\begin{aligned}A&={\frac {1}{2}}a^{2}(6+4{\sqrt {3}}+{\sqrt {5(5+2{\sqrt {5}})}})\\&\approx 9,9051a^{2}\\V&={\frac {1}{12}}a^{3}{\sqrt {257+90{\sqrt {5}}+24{\sqrt {50+20{\sqrt {5}}}}}}\\&\approx 2,1919a^{3}\end{aligned}}}                                                                       |
| 54                    | Повећана шестострана призма                   |       | 13     | 22    | 11     | {\displaystyle C_{2v}} реда 4  | {\displaystyle {\begin{aligned}A&=(5+4{\sqrt {3}})a^{2}\\&\approx 11,9282a^{2}\\V&={\frac {1}{6}}({\sqrt {2}}+9{\sqrt {3}})a^{3}\\&\approx 2,8338a^{3}\end{aligned}}} |
| 55                    | Пара-двоструко повећана шестострана призма    |       | 14     | 26    | 14     | {\displaystyle D_{2h}} реда 8  | {\displaystyle {\begin{aligned}A&=(4+5{\sqrt {3}})a^{2}\\&\approx 12,6603a^{2}\\V&={\frac {1}{6}}(2{\sqrt {2}}+9{\sqrt {3}})a^{3}\\&\approx 3,0695a^{3}\end{aligned}}} |
| 56                    | Мета-двоструко повећана шестострана призма    |       | 14     | 26    | 14     | {\displaystyle C_{2v}} реда 4  | {\displaystyle {\begin{aligned}A&=(4+5{\sqrt {3}})a^{2}\\&\approx 12,6603a^{2}\\V&={\frac {1}{6}}(2{\sqrt {2}}+9{\sqrt {3}})a^{3}\\&\approx 3,0695a^{3}\end{aligned}}} |
| 57                    | Троструко повећана шестострана призма         |       | 15     | 30    | 17     | {\displaystyle D_{3h}} реда 12 | {\displaystyle {\begin{aligned}A&=3(1+2{\sqrt {3}})a^{2}\\&\approx 13,3923a^{2}\\V&=({\frac {1}{\sqrt {2}}}+{\frac {3{\sqrt {3}}}{2}})a^{3}\\&\approx 3,3052a^{3}\end{aligned}}} |
| 58                    | Повећани додекаедар                           |       | 21     | 35    | 16     | {\displaystyle C_{5v}} реда 10 | {\displaystyle {\begin{aligned}A&={\frac {1}{4}}(5{\sqrt {3}}+11{\sqrt {5(5+2{\sqrt {5}})}})a^{2}\\&\approx 21,0903a^{2}\\V&={\frac {1}{24}}(95+43{\sqrt {5}})a^{3}\\&\approx 7,9646a^{3}\end{aligned}}} |
| 59                    | Пара-двоструко повећани додекаедар            |       | 22     | 40    | 20     | {\displaystyle D_{5d}} реда 20 | {\displaystyle {\begin{aligned}A&={\frac {5}{2}}({\sqrt {3}}+{\sqrt {5(5+2{\sqrt {5}})}})a^{2}\\&\approx 21,5349a^{2}\\V&={\frac {1}{6}}(25+11{\sqrt {5}})a^{3}\\&\approx 8,2661a^{3}\end{aligned}}} |
| 60                    | Мета-двоструко повећани додекаедар            |       | 22     | 40    | 20     | {\displaystyle C_{2v}} реда 4  | {\displaystyle {\begin{aligned}A&={\frac {5}{2}}({\sqrt {3}}+{\sqrt {5(5+2{\sqrt {5}})}})a^{2}\\&\approx 21,5349a^{2}\\V&={\frac {1}{6}}(25+11{\sqrt {5}})a^{3}\\&\approx 8,2661a^{3}\end{aligned}}} |
| 61                    | Троструко повећани додекаедар                 |       | 23     | 45    | 24     | {\displaystyle C_{3v}} реда 6  | {\displaystyle {\begin{aligned}A&={\frac {3}{4}}(5{\sqrt {3}}+3{\sqrt {5(5+2{\sqrt {5}})}})a^{2}\\&\approx 21,9795a^{2}\\V&={\frac {5}{8}}(7+3{\sqrt {5}})a^{3}\\&\approx 8,5676a^{3}\end{aligned}}} |
| 62                    | Мета-двоструко смањени икосаедар              |       | 10     | 20    | 12     | {\displaystyle C_{2v}} реда 4  | {\displaystyle {\begin{aligned}A&={\frac {1}{2}}(5{\sqrt {3}}+{\sqrt {5(5+2{\sqrt {5}})}})a^{2}\\&\approx 7,7711a^{2}\\V&={\frac {1}{6}}(5+2{\sqrt {5}})a^{3}\\&\approx 1,5787a^{3}\end{aligned}}} |
| 63                    | Троструко смањени икосаедар                   |       | 9      | 15    | 8      | {\displaystyle C_{3v}} реда 6  | {\displaystyle {\begin{aligned}A&={\frac {1}{4}}(5{\sqrt {3}}+3{\sqrt {5(5+2{\sqrt {5}})}})a^{2}\\&\approx 7,3265a^{2}\\V&=({\frac {5}{8}}+{\frac {7{\sqrt {5}}}{24}})a^{3}\\&\approx 1,2772a^{3}\end{aligned}}} |
| 64                    | Повећани троструко смањени икосаедар          |       | 10     | 18    | 10     | {\displaystyle C_{3v}} реда 6  | {\displaystyle {\begin{aligned}A&={\frac {1}{4}}(7{\sqrt {3}}+3{\sqrt {5(5+2{\sqrt {5}})}})a^{2}\\&\approx 8,1925a^{2}\\V&={\frac {1}{24}}(15+2{\sqrt {2}}+7{\sqrt {5}})a^{3}\\&\approx 1,395a^{3}\end{aligned}}}                                                                                                   |
| 65                    | Повећани зарубљени тетраедар                  |       | 15     | 27    | 14     | {\displaystyle C_{3v}} реда 6  | {\displaystyle {\begin{aligned}A&={\frac {1}{2}}(6+13{\sqrt {3}})a^{2}\\&\approx 14,2583a^{2}\\V&={\frac {11}{2{\sqrt {2}}}}a^{3}\\&\approx 3,8891a^{3}\end{aligned}}} |
| 66                    | Повећана зарубљена коцка                      |       | 28     | 48    | 22     | {\displaystyle C_{4v}} реда 8  | {\displaystyle {\begin{aligned}A&=(15+10{\sqrt {2}}+3{\sqrt {3}})a^{2}\\&\approx 34,3383a^{2}\\V&=(8+{\frac {16{\sqrt {2}}}{3}})a^{3}\\&\approx 15,5425a^{3}\end{aligned}}} |
| 67                    | Двоструко повећана зарубљена коцка            |       | 32     | 60    | 30     | {\displaystyle D_{4h}} реда 16 | {\displaystyle {\begin{aligned}A&=2(9+4{\sqrt {2}}+2{\sqrt {3}})a^{2}\\&\approx 36,2419a^{2}\\V&=(9+6{\sqrt {2}})a^{3}\\&\approx 17,4853a^{3}\end{aligned}}} |
| 68                    | Повећани зарубљени додекаедар                 |       | 65     | 105   | 42     | {\displaystyle C_{5v}} реда 10 | {\displaystyle {\begin{aligned}A&={\frac {1}{4}}(20+25{\sqrt {3}}+110{\sqrt {5+2{\sqrt {5}}}}+{\sqrt {5(5+2{\sqrt {5}})}})a^{2}\\&\approx 102,1821a^{2}\\V&=({\frac {505}{12}}+{\frac {81{\sqrt {5}}}{4}})a^{3}\\&\approx 87,3637a^{3}\end{aligned}}}                                                               |
| 69                    | Пара-двоструко повећани зарубљени додекаедар  |       | 70     | 120   | 52     | {\displaystyle D_{5d}} реда 20 | {\displaystyle {\begin{aligned}A&={\frac {1}{2}}(20+15{\sqrt {3}}+50{\sqrt {5+2{\sqrt {5}}}}+{\sqrt {5(5+2{\sqrt {5}})}})a^{2}\\&\approx 103,3734a^{2}\\V&={\frac {1}{12}}(515+251{\sqrt {5}})a^{3}\\&\approx 89,6878a^{3}\end{aligned}}}                                                                           |
| 70                    | Мета-двоструко повећани зарубљени додекаедар  |       | 70     | 120   | 52     | {\displaystyle C_{2v}} реда 4  | {\displaystyle {\begin{aligned}A&={\frac {1}{2}}(20+15{\sqrt {3}}+50{\sqrt {5+2{\sqrt {5}}}}+{\sqrt {5(5+2{\sqrt {5}})}})a^{2}\\&\approx 103,3734a^{2}\\V&={\frac {1}{12}}(515+251{\sqrt {5}})a^{3}\\&\approx 89,6878a^{3}\end{aligned}}}                                                                           |
| 71                    | Троструко повећани зарубљени додекаедар       |       | 75     | 135   | 62     | {\displaystyle C_{3v}} реда 6  | {\displaystyle {\begin{aligned}A&={\frac {1}{4}}(60+35{\sqrt {3}}+90{\sqrt {5+2{\sqrt {5}}}}+3{\sqrt {5(5+2{\sqrt {5}})}})a^{2}\\&\approx 104,5648a^{2}\\V&={\frac {7}{12}}(75+37{\sqrt {5}})a^{3}\\&\approx 92,0118a^{3}\end{aligned}}}                                                                            |
| 72                    | Уврнути ромбикосидодекаедар                   |       | 60     | 120   | 62     | {\displaystyle C_{5v}} реда 10 | {\displaystyle {\begin{aligned}A&=(30+5{\sqrt {3}}+3{\sqrt {5(5+2{\sqrt {5}})}})a^{2}\\&\approx 59,306a^{2}\\V&=(20+{\frac {29{\sqrt {5}}}{3}})a^{3}\\&\approx 41,6153a^{3}\end{aligned}}} |
| 73                    | Пара-двоструко уврнути ромбикосидодекаедар    |       | 60     | 120   | 62     | {\displaystyle D_{5d}} реда 20 | {\displaystyle {\begin{aligned}A&=(30+5{\sqrt {3}}+3{\sqrt {5(5+2{\sqrt {5}})}})a^{2}\\&\approx 59,306a^{2}\\V&=(20+{\frac {29{\sqrt {5}}}{3}})a^{3}\\&\approx 41,6153a^{3}\end{aligned}}} |
| 74                    | Мета-двоструко уврнути ромбикосидодекаедар    |       | 60     | 120   | 62     | {\displaystyle C_{2v}} реда 4  | {\displaystyle {\begin{aligned}A&=(30+5{\sqrt {3}}+3{\sqrt {5(5+2{\sqrt {5}})}})a^{2}\\&\approx 59,306a^{2}\\V&=(20+{\frac {29{\sqrt {5}}}{3}})a^{3}\\&\approx 41,6153a^{3}\end{aligned}}} |
| 75                    | Троструко уврнути ромбикосидодекаедар         |       | 60     | 120   | 62     | {\displaystyle C_{3v}} реда 6  | {\displaystyle {\begin{aligned}A&=(30+5{\sqrt {3}}+3{\sqrt {5(5+2{\sqrt {5}})}})a^{2}\\&\approx 59,306a^{2}\\V&=(20+{\frac {29{\sqrt {5}}}{3}})a^{3}\\&\approx 41,6153a^{3}\end{aligned}}} |
| 76                    | Смањени ромбикосидодекаедар                   |       | 55     | 105   | 52     | {\displaystyle C_{5v}} реда 10 | {\displaystyle {\begin{aligned}A&={\frac {1}{4}}(100+15{\sqrt {3}}+10{\sqrt {5+2{\sqrt {5}}}}+11{\sqrt {5(5+2{\sqrt {5}})}})a^{2}\\&\approx 58,1147a^{2}\\V&=({\frac {115}{6}}+9{\sqrt {5}})a^{3}\\&\approx 39,2913a^{3}\end{aligned}}}                                                                             |
| 77                    | Пара-уврнути смањени ромбикосидодекаедар      |       | 55     | 105   | 52     | {\displaystyle C_{5v}} реда 10 | {\displaystyle {\begin{aligned}A&={\frac {1}{4}}(100+15{\sqrt {3}}+10{\sqrt {5+2{\sqrt {5}}}}+11{\sqrt {5(5+2{\sqrt {5}})}})a^{2}\\&\approx 58,1147a^{2}\\V&=({\frac {115}{6}}+9{\sqrt {5}})a^{3}\\&\approx 39,2913a^{3}\end{aligned}}}                                                                             |
| 78                    | Мета-уврнути смањени ромбикосидодекаедар      |       | 55     | 105   | 52     | {\displaystyle C_{s}} реда 2   | {\displaystyle {\begin{aligned}A&={\frac {1}{4}}(100+15{\sqrt {3}}+10{\sqrt {5+2{\sqrt {5}}}}+11{\sqrt {5(5+2{\sqrt {5}})}})a^{2}\\&\approx 58,1147a^{2}\\V&=({\frac {115}{6}}+9{\sqrt {5}})a^{3}\\&\approx 39,2913a^{3}\end{aligned}}}                                                                             |
| 79                    | Двоструко уврнути смањени ромбикосидодекаедар |       | 55     | 105   | 52     | {\displaystyle C_{s}} реда 2   | {\displaystyle {\begin{aligned}A&={\frac {1}{4}}(100+15{\sqrt {3}}+10{\sqrt {5+2{\sqrt {5}}}}+11{\sqrt {5(5+2{\sqrt {5}})}})a^{2}\\&\approx 58,1147a^{2}\\V&=({\frac {115}{6}}+9{\sqrt {5}})a^{3}\\&\approx 39,2913a^{3}\end{aligned}}}                                                                             |
| 80                    | Пара-двоструко смањени ромбикосидодекаедар    |       | 50     | 90    | 42     | {\displaystyle D_{5d}} реда 20 | {\displaystyle {\begin{aligned}A&={\frac {5}{2}}(8+{\sqrt {3}}+2{\sqrt {5+2{\sqrt {5}}}}+{\sqrt {5(5+2{\sqrt {5}})}})a^{2}\\&\approx 56,9233a^{2}\\V&={\frac {5}{3}}(11+5{\sqrt {5}})a^{3}\\&\approx 36,9672a^{3}\end{aligned}}}                                                                                    |
| 81                    | Мета-двоструко смањени ромбикосидодекаедар    |       | 50     | 90    | 42     | {\displaystyle C_{2v}} реда 4  | {\displaystyle {\begin{aligned}A&={\frac {5}{2}}(8+{\sqrt {3}}+2{\sqrt {5+2{\sqrt {5}}}}+{\sqrt {5(5+2{\sqrt {5}})}})a^{2}\\&\approx 56,9233a^{2}\\V&={\frac {5}{3}}(11+5{\sqrt {5}})a^{3}\\&\approx 36,9672a^{3}\end{aligned}}}                                                                                    |
| 82                    | Уврнути двоструко смањени ромбикосидодекаедар |       | 50     | 90    | 42     | {\displaystyle C_{s}} реда 2   | {\displaystyle {\begin{aligned}A&={\frac {5}{2}}(8+{\sqrt {3}}+2{\sqrt {5+2{\sqrt {5}}}}+{\sqrt {5(5+2{\sqrt {5}})}})a^{2}\\&\approx 56,9233a^{2}\\V&={\frac {5}{3}}(11+5{\sqrt {5}})a^{3}\\&\approx 36,9672a^{3}\end{aligned}}}                                                                                    |
| 83                    | Троструко смањени ромбикосидодекаедар         |       | 45     | 75    | 32     | {\displaystyle C_{3v}} реда 6  | {\displaystyle {\begin{aligned}A&={\frac {1}{4}}(60+5{\sqrt {3}}+30{\sqrt {5+2{\sqrt {5}}}}+9{\sqrt {5(5+2{\sqrt {5}})}})a^{2}\\&\approx 55,732a^{2}\\V&=({\frac {35}{2}}+{\frac {23{\sqrt {5}}}{3}})a^{3}\\&\approx 34,6432a^{3}\end{aligned}}}                                                                    |
| 84                    | Уврнути дисфеноид                             |       | 8      | 18    | 12     | {\displaystyle D_{2d}} реда 8  | {\displaystyle {\begin{aligned}A&=3{\sqrt {3}}a^{2}\\&\approx 5,1962a^{2}\\V&\approx 0,8595a^{3}\end{aligned}}} |
| 85                    | Уврнута квадратна антипризма                  |       | 16     | 40    | 26     | {\displaystyle D_{4d}} реда 16 | {\displaystyle {\begin{aligned}A&=2(1+3{\sqrt {3}})a^{2}\\&\approx 12,3923a^{2}\\V&\approx 3,6012a^{3}\end{aligned}}} |
| 86                    | Сфенокорона                                   |       | 10     | 22    | 14     | {\displaystyle C_{2v}} реда 4  | {\displaystyle {\begin{aligned}A&=(2+3{\sqrt {3}})a^{2}\\&\approx 7,1962a^{2}\\V&={\frac {1}{2}}a^{3}{\sqrt {1+3{\sqrt {\frac {3}{2}}}+{\sqrt {13+3{\sqrt {6}}}}}}\\&\approx 1,5154a^{3}\end{aligned}}} |
| 87                    | Повећана сфенокорона                          |       | 11     | 26    | 17     | {\displaystyle C_{s}} реда 2   | {\displaystyle {\begin{aligned}A&=(1+4{\sqrt {3}})a^{2}\\&\approx 7,9282a^{2}\\V&={\frac {1}{2}}a^{3}{\sqrt {1+3{\sqrt {\frac {3}{2}}}+{\sqrt {13+3{\sqrt {6}}}}}}+{\frac {1}{3{\sqrt {2}}}}\\&\approx 1,7511a^{3}\end{aligned}}}                                                                                   |
| 88                    | Сфеномегакорона                               |       | 12     | 28    | 18     | {\displaystyle C_{2v}} реда 4  | {\displaystyle {\begin{aligned}A&=2(1+2{\sqrt {3}})a^{2}\\&\approx 8,9282a^{2}\\V&\approx 1,9481a^{3}\end{aligned}}} |
| 89                    | Хебесфеномегакорона                           |       | 14     | 33    | 21     | {\displaystyle C_{2v}} реда 4  | {\displaystyle {\begin{aligned}A&={\frac {3}{2}}(2+3{\sqrt {3}})a^{2}\\&\approx 10,7942a^{2}\\V&\approx 2,9129a^{3}\end{aligned}}} |
| 90                    | Дисфеноцингулум                               |       | 16     | 38    | 24     | {\displaystyle D_{2d}} реда 8  | {\displaystyle {\begin{aligned}A&=(4+5{\sqrt {3}})a^{2}\\&\approx 12,6603a^{2}\\V&\approx 3,7776a^{3}\end{aligned}}} |
| 91                    | Билунабиротунда                               |       | 14     | 26    | 14     | {\displaystyle D_{2h}} реда 8  | {\displaystyle {\begin{aligned}A&=(2+2{\sqrt {3}}+{\sqrt {5(5+2{\sqrt {5}})}})a^{2}\\&\approx 12,346a^{2}\\V&={\frac {1}{12}}(17+9{\sqrt {5}})a^{3}\\&\approx 3,0937a^{3}\end{aligned}}} |
| 92                    | Тространа хебесфеноротунда                    |       | 18     | 36    | 20     | {\displaystyle C_{3v}} реда 6  | {\displaystyle {\begin{aligned}A&={\frac {1}{4}}(12+19{\sqrt {3}}+3{\sqrt {5(5+2{\sqrt {5}})}})a^{2}\\&\approx 16,3887a^{2}\\V&=({\frac {5}{2}}+{\frac {7{\sqrt {5}}}{6}})a^{3}\\&\approx 5,1087a^{3}\end{aligned}}}                                                                                                |